# Eli Fahnøe
Eli Fahnøe (22. januar 1901 – 31. december 1982) var en dansk skuespiller.
Fra 1931 var hun gift med skuespiller Alfred Wilken.